# Jakob Stainer
Jakob Stainer, także Jacob Steiner (ur. przypuszczalnie 14 lipca 1617 w Absam, zm. październik/listopad 1683 tamże) – austriacki lutnik.

## Życiorys
W dzieciństwie był chórzystą, następnie terminował w zakładzie lutniczym. Kształcił się we Włoszech. Styl jego instrumentów nawiązuje do dzieł mistrzów regionu południowoniemieckiego i wskazuje na związki z tym ośrodkiem. Najstarsze wykonane przez niego skrzypce noszą datę 1638. Przed 1655 rokiem dużo podróżował, odwiedził m.in. Salzburg, Monachium i Wenecję, oferując swoje usługi jako instrumentalista i budowniczy instrumentów na dworach i w klasztorach. W 1658 roku podjął służbę na dworze księcia Tyrolu Ferdynanda Karola Habsburga, uzyskał też tytuł szlachecki. W 1669 roku oskarżony o sprzyjanie luteranizmowi, został jako heretyk osadzony na kilka miesięcy w więzieniu. Po uwolnieniu realizował liczne zamówienia m.in. z Norymbergi, wykonywał też instrumenty dla bawarskiego klasztoru w Rottenbuch. Po 1675 roku zapadł na zdrowiu psychicznym, nie zaprzestał jednak pracy. Ostatnie wykonane przez niego skrzypce noszą datę 1682.
Należał do najwybitniejszych budowniczych skrzypiec, był twórcą tyrolskiej szkoły lutniczej. Poza skrzypcami budował też wiole altowe, tenorowe i basowe, wiolonczele i kontrabasy. Znawcy wyróżniają trzy modele instrumentów Stainera, różniące się wymiarami. Płyty wykonanych przez niego instrumentów są wysoko sklepione i dość gwałtownie opadają, po czym wznoszą się nieznacznie w pobliżu krawędzi, w skrzypcach wykonanych po 1660 roku sklepienia płyt uległy nieznacznemu spłaszczeniu. Ślimak zazwyczaj wykonywany był z drewna gruszy, dość płytki, lecz o szerokim przekroju, otwory rezonansowe są małe i rozmieszczone niekiedy niesymetrycznie. Instrumenty Stainera cenione były za precyzję wykonania i wyraźną, miękką barwę brzmienia. John Hawkins cenił jego skrzypce wyżej od tych wytwarzanych w ośrodku w Cremonie.